# Macrofungo
Os macrofungos, entre os quais se incluem diversos grupos taxonómicos, caracterizam-se por produzirem estruturas reprodutoras (cogumelos) que são claramente visíveis a olho nu.
A designação cogumelos encontra-se geralmente associada aos corpos frutíferos constituídos por um chapéu e um pé, sob o qual se formam os esporos. Na realidade, uma grande parte dos cogumelos tem essa morfologia, porém nem  sempre assim é.
A maioria dos macrofungos pertence aos Basidiomycota e a algumas ordens de Ascomycota e incluem espécies parasitas, sapróbias (decompositoras) e micorrízicas (que se associam às raízes de espécies vegetais), desempenhando as duas últimas um papel crucial no ciclo mineral e do carbono, promovendo o crescimento das espécies vegetais, protegendo-as de agentes patogénicos e sustentando o funcionamento do ecossistema.
1. ↑  Silva, Ricardo. «Macrofungos». naturdata.com. Consultado em 16 de julho de 2018